# Quake engine

Drzewo genealogiczne Quake Engine

Quake engine – silnik gier napisany w 1996 dla gry Quake. Był jednym z pierwszych silników posiadających trójwymiarową grafikę w grach. Obecnie jest na licencji GPL. Został on napisany przez Johna Carmacka przy wsparciu Michaela Abrasha. Z czasem silnik ewoluował do silnika Quake'a II, a ten do Quake'a III, które stały się bazą dla wielu modyfikacji i niezależnych gier. Czasem jest błędnie nazywany id Tech 1, na bazie którego powstał m.in. Doom.